# Arcidiocesi di Gandhinagar
L'arcidiocesi di Gandhinagar (in latino Archidioecesis Gandhinagarensis) è una sede metropolitana della Chiesa cattolica in India. Nel 2021 contava 18.000 battezzati su 11.340.000 abitanti. È retta dall'arcivescovo Thomas Ignatius Macwan.

## Territorio
L'arcidiocesi comprende i distretti civili di Gandhinagar, Mehasana, Patan, Banaskantha, Sabarkantha e Aravalli nello stato del Gujarat in India.
Sede arcivescovile è la città di Gandhinagar, dove si trova la cattedrale Premavatar Isu Mandir (Tempio di Gesù, l'Amore Incarnato).
Il territorio è suddiviso in 20 parrocchie.

### Provincia ecclesiastica
La provincia ecclesiastica di Gandhinagar, istituita nel 2002, comprende le seguenti suffraganee:
- la diocesi di Ahmedabad,
- la diocesi di Baroda,
- l'eparchia di Rajkot.

## Storia
L'arcidiocesi è stata eretta l'11 ottobre 2002 con la bolla Dilecta in Indiae di papa Giovanni Paolo II, ricavandone il territorio dalla diocesi di Ahmedabad.

## Cronotassi dei vescovi
Si omettono i periodi di sede vacante non superiori ai 2 anni o non storicamente accertati.
- Stanislaus Fernandes, S.I. (11 ottobre 2002 - 12 giugno 2015 ritirato)
- Thomas Ignatius Macwan, dal 12 giugno 2015

## Statistiche
L'arcidiocesi nel 2021 su una popolazione di 11.340.000 persone contava 18.000 battezzati, corrispondenti allo 0,2% del totale.
| anno | popolazione | popolazione | popolazione | presbiteri | presbiteri | presbiteri | presbiteri                | diaconi | religiosi | religiosi | parrocchie |
| anno | battezzati  | totale      | %           | numero     | secolari   | regolari   | battezzati per presbitero | diaconi | uomini    | donne     | parrocchie |
| ---- | ----------- | ----------- | ----------- | ---------- | ---------- | ---------- | ------------------------- | ------- | --------- | --------- | ---------- |
| 2002 | 14.000      | 7.270.466   | 0,2         | 41         | 13         | 28         | 341                       |         | 31        | 73        | 14         |
| 2003 | 14.000      | 8.618.300   | 0,2         | 44         | 17         | 27         | 318                       |         | 29        | 75        | 14         |
| 2004 | 14.545      | 9.000.000   | 0,2         | 50         | 20         | 30         | 290                       |         | 32        | 80        | 14         |
| 2006 | 15.221      | 10.000.000  | 0,2         | 54         | 21         | 33         | 281                       | 1       | 37        | 87        | 14         |
| 2013 | 16.700      | 10.980.000  | 0,2         | 60         | 60         |            | 278                       |         | 3         | 106       | 17         |
| 2016 | 15.970      | 10.579.000  | 0,2         | 61         | 29         | 32         | 261                       |         | 33        | 110       | 18         |
| 2019 | 16.822      | 10.562.800  | 0,2         | 96         | 33         | 63         | 175                       |         | 64        | 131       | 19         |
| 2021 | 18.000      | 11.340.000  | 0,2         | 102        | 36         | 66         | 176                       |         | 69        | 106       | 20         |